# Château de Bonnebaud
Le château de Bonnebaud  est un édifice situé à Saint-Pierre-le-Chastel, en France.

## Localisation
Le château est situé sur le territoire de la commune de Saint-Pierre-le-Chastel, dans le département du Puy-de-Dôme, en région Auvergne-Rhône-Alpes.

## Description
Le château est doté d'un donjon carré, agrandi aux XIVe et XVe siècles par l'adjonction d'une tour ronde au sud, puis par la construction d'une enceinte quadrangulaire délimitant une cour fermée. Aménagement de logis aux XVIIe et XVIIIe siècles, avec présence de boiseries et de décors peints. Au XVIIIe siècle, création de jardins formés de parterres. Ajout de décors à la fin du XIXe siècle. Le plan de l'édifice traduit une continuité ininterrompue depuis le Moyen Âge jusqu'à l'époque moderne.

## Historique
Le château date du XIIIe siècle et a été modifié jusqu'au XIXe siècle ; il est inscrit en totalité, ainsi que tout le domaine, au titre des monuments historiques par arrêté du 19 mai 2003.